# Фронтиньян-де-Комменж
Фронтинья́н-де-Комме́нж (фр. Frontignan-de-Comminges, окс. Frontinhan de Comenge) — коммуна во Франции, находится в регионе Юг — Пиренеи. Департамент — Верхняя Гаронна. Входит в состав кантона Барбазан. Округ коммуны — Сен-Годенс.
Код INSEE коммуны — 31200.

## География
Коммуна расположена приблизительно в 670 км к югу от Парижа, в 95 км к юго-западу от Тулузы.
Большую часть территории коммуны занимают леса.

## Климат
Климат умеренно-океанический. Зима мягкая и снежная, весна характеризуется сильными дождями и грозами, лето сухое и жаркое, осень солнечная. Преобладают сильные юго-восточные и северо-западные ветры.

## Население
Население коммуны на 2010 год составляло 68 человек.
| 1962 | 1968 | 1975 | 1982 | 1990 | 1999 | 2010 |
| ---- | ---- | ---- | ---- | ---- | ---- | ---- |
| 82   | 78   | 73   | 69   | 63   | 73   | 68   |

## Администрация
| Период | Период | Фамилия        | Партия                              | Примечания |
| ------ | ------ | -------------- | ----------------------------------- | ---------- |
| 2001   | 2008   | Жан-Луи Куртеж | Французская коммунистическая партия |            |
| 2008   | 2020   | Ив Планас      |                                     |            |

## Экономика
В 2010 году среди 43 человек трудоспособного возраста (15—64 лет) 31 были экономически активными, 12 — неактивными (показатель активности — 72,1 %, в 1999 году было 72,2 %). Из 31 активных жителей работали 29 человек (16 мужчин и 13 женщин), безработных было 2 (1 мужчина и 1 женщина). Среди 12 неактивных 7 человек были учениками или студентами, 4 — пенсионерами, 1 был неактивным по другим причинам.